# Arakawa Under the Bridge
Arakawa Under the Bridge (荒川アンダーザブリッジ Arakawa Anda za Burijji) é um mangá japonês criado por Hikaru Nakamura. O mangá foi publicado na revista japonesa de mangá seinen Young Gangan a partir do dia 3 de dezembro de 2004 à 3 de julho de 2015. Uma adaptação de anime foi feita para ser transmitida no Japão a partir de 4 de abril de 2010 na TV Tokyo. A segunda temporada intitulada Arakawa Under the Bridge X Bridge foi exibida no Japão de 3 de outubro de 2010 à 26 de dezembro de 2010.

## Sinopse
Ichinomiya Kou sempre viveu de acordo com uma regra de sua rica e bem-sucedida família: nunca ficar em dívida com alguém. Mas um dia, por acidente, ele cai no rio Arakawa e quase se afoga. Uma menina com o nome de Nino o resgata. Incapaz de aceitar o fato de que ele está em dívida para com ela, ele pergunta a ela sobre uma maneira de a retribuir por ter salvo sua vida. No final, ela diz para ele ser seu Namorado. A fim de retribuir o favor, Kou aceita ser seu namorado. Assim então começa sua nova vida embaixo da ponte.

## Personagens
Ichinomiya Kou (市ノ宮 行, Ichinomiya Kyō)
Dublado por: Hiroshi Kamiya
Kou é o futuro proprietário da empresa Ichinomiya. Ele tem 22 anos e é um estudante universitário, antes de viver debaixo da ponte. Ao longo de sua vida, ele tem vivido sob o domínio da família e carrega o lema da familia que é o de "Nunca estar em dívida com ninguém". Depois de quase se afogar no rio, ele começou um relacionamento com sua salvadora, Nino, porque era a única forma de eliminar a dívida por ela ter salvo sua vida. Ele foi nomeado "Recruit" (Recruta) (リクルート Rikurūto) pelo chefe da aldeia, mas os moradores costumam chamá-lo de "Ric" ("Riku") para breve. Se ele fica em débito com alguém, mas não pode paga-lo, ele começa a ter um ataque de asma. Quando ele era pequeno, ele recebeu a melhor educação. Entre outras coisas, ele sabe tocar vários instrumentos e é uma faixa preta em karatê. Kou teve a opção de ficar na "Casa de Férias", em vez de a casa de Nino, quando ele se mudou para a casa, não sabendo que a "Casa" era o topo vazio de um pilar debaixo da ponte. Ele rapidamente fez medidas corretivas na situação, construindo-se um bom apartamento no local. Seu trabalho na aldeia é de ser o professor para as crianças do vilarejo. Devido a sua educação e a sua súbita intrusão na vida debaixo da ponte, ele está irritado com os acontecimentos absurdos que os outros da vila considerariam normal.
Nino (ニノ Nino)
Dublada por: Maaya Sakamoto
Uma garota misteriosa que vive em Arakawa. Ela se auto-proclama venusiana e depois namorada de Kou. A origem do seu nome vem do moleton que ela sempre tem que usar a tag "Classe 2-3" (Ni-san não) sobre ele. Ela é uma incrível nadadora e pode permanecer submersa por alguns minutos. Com esta habilidade Nino vai pescar no rio e é seu trabalho na aldeia de fornecer peixes para os moradores. Ela muitas vezes se esquece de informações importantes e muitas vezes precisa Kou para lembrá-la. Sua casa é construída de papelão com a entrada selada por uma cortina de grandes dimensões. Sua cama luxuosa é feita de veludo, embora ela escolha dormir na gaveta debaixo da cama. Se ela fica com medo ou raiva, ela vai puxar seu moleton por cima da cabeça e subir em cima de um poste.
Chefe (村長, Sonchō)
Dublado por: Keiji Fujiwara
O chefe da aldeia é um cara que se auto-proclama um kappa. Apesar do que diz, é óbvio que ele é apenas vestindo um traje verde. Isso fica evidente ao ver a pele por baixo de seu capacete regular e  numerosos zíperes em seus braços e pernas. Ele também é capaz de estender ou retrair o cabelo dele girando a careca na parte superior da cabeça. Como chefe, quem quer viver na aldeia tem de obter a sua aprovação e que ele dá à pessoa um novo nome. Usando a desculpa de se preparar para a viagem para Vênus, ele enganou os moradores em construir-lhe uma villa sob o rio.
Estrela (Hoshi) (星, Hoshi)
Dublado por: Tomokazu Sugita
Um cantor de 24 anos e um auto-proclamado superstar. Ele realiza regularmente concertos na aldeia, mas as suas músicas em sua maioria são muito estranhas e completamente absurdas. Ele é apaixonado por Nino e está sempre com inveja de Kou devido à sua relação. Sob sua máscara de estrela esta uma máscara de lua. E sua verdadeira face ele tem o cabelo vermelho. Ele gosta de ir à loja de conveniências próxima da ponte e comprar cigarros. Quatro anos antes ele era um cantor famoso graças ao seu produtor. Mas ele estava incomodado pelo fato de que ele nunca poderia cantar próprias canções e, lutando contra esse sentimento, ele conheceu Nino que mostrou para ele que ele podia brilhar sem ajuda de ninguém, o fazendo mudar a máscara de lua (luz refletida) pela máscara de estrela (luz própria). Seu nome significa literalmente "Star" ou "Estrela" em japonês.
Irmã (Sister) (シスター, Shisutā)
Dublado por: Koyasu Takehito
Um homem forte que se veste como uma freira. Ele tem 29 anos e é um britânico. No lado direito de seu rosto existe uma cicatriz. Todo domingo ele realiza uma missa que geralmente dura apenas alguns segundos na igreja sob a ponte. Trata-se de ter sua congregação executar no local, disparando sua metralhadora para o ar, e perguntando se alguém fez alguma coisa errada. Se ele não obtém resposta, o serviço termina e todos os presentes na missa  ganham um saco de biscoitos. Estranhamente, enquanto a Irmã está vestida como uma irmã católica, sua igreja é adornada com uma cruz ortodoxa. Sob o seu manto é um traje militar, ele era um ex-soldado e ainda carrega um monte de armas. Ele está apaixonado por Maria, que ele conheceu durante a última guerra e cujo insultos são as únicas coisas que podem debilita-lo, fazendo com que a cicatriz se abra. Surpreendentemente, ele é bom em fazer biscoitos e outras guloseimas.
Branquelo (Shiro) (シロ, Shiro)
Dublado por: Ōtsuka Hōchū
Um homem cordial de meia idade que, quatro anos atrás, prometeu que iria andar sempre sobre uma linha branca, e caso um dia pisasse fora, teria que se casar com uma galinha branca. Assim ele desenvolveu um método para sempre andar sobre uma linha branca: carregar na sua frente um carrinho que pinta linhas brancas para ele, e assim o faz. Seu nome real é Toru Shirai (白井通?) e costumava ser um executivo antes de começar a viver embaixo da ponte. Seu nome significa literalmente "White" ou "Branco" em japonês.
P-ko (P子, Pīko)
Dublada por: Omigawa Chiaki
Uma menina de cabelos vermelhos que cultiva legumes para a aldeia. Ela é literalmente perigosamente desajeitada,e muitas vezes transformando o que deveria ser um simples acidente em um desastre enorme.  P-ko tem a intenção de obter uma carta de condução para que ela possa viajar mais durante o inverno para coletar sementes. Kou é fortemente contra isto, em sua argumentação, ele aprende muito, para seu horror que ela já possui uma licença da motocicleta. Está implícito que ela tem uma queda pelo Chefe da aldeia.
Irmãos de Metal (鉄人兄弟, Tetsujin Kyōdai)
Dublado por: Ryōko Shintani / Yūko Sanpei
Um par de jovens em trajes de marinheiro que usam capacetes de metal. Como Hoshi, eles tem ciúmes do relacionamento Kou com Nino. Eles dizem ter poderes psíquicos e que seus capacetes mantém os seus poderes sob controle, e para que eles não flutuem ou serem detectados pelos militares.
Maria (マリア, Maria)
Dublada por: Miyuki Sawashiro
Maria é uma mulher de cabelo rosa, que administra uma fazenda nas proximidades da ponte, onde todos os moradores de Arakawa obtem seu leite. Embora tenha uma aparência bonita, ela casualmente insulta as outras pessoas de maneira bem diabólica. Ela conheceu a Irmã durante a última guerra.
Stella (ステラ, Sutera)
Dublada por: Chiwa Saitō
Stella é uma menina loira de um orfanato na Inglaterra na qual a irmã correu. Embora inicialmente ela aparente ser pequena e bonita, ela é uma lutadora poderosa e às vezes fala em tom ameaçador para mostrar sua superioridade. Quando ela está com raiva, ela tem a capacidade de se transformar em um gigante com um olhar extremamente masculino.
Ichinomiya Seki (市ノ宮 積, Ichinomiya Seki)
Dublado por: Rikiya Koyama
Pai de Kou,é uma pessoa que gosta de mandar nos outros e comandar a tudo,é um rico empresário de sucesso,aonde ele vá todos tem medo de seu nome e o que ele pode fazer,criou seu filho de forma que ele fosse auto-suficiente e não precisasse de ninguém para ajuda-lo. Há rumores de que ele seja desse jeito,pela perda de sua esposa,na qual Nino se parece muito (segundo suas próprias palavras).Após ficar sabendo que seu filho está morando embaixo da ponte,ele começa a investigar sua vida,e assim planeja construir algo na ponte para expulsar a todos que ali vivem.
Takai Terumasa (高井 照正, Takai Terumasa)
Dublado por: Cho
Secretário de Kou. Depois que sua esposa o deixou,Takai tornou-se secretário de Kou em uma de suas empresas. Tornou-se inspirado por Kou e suas palavras e torna-se completamente apaixonado por ele. Ele considera Kou como se fosse seu próprio filho, e seu sonho é que Kou o considere um pai e o chame de "Papa".
Shimazaki (島崎, Shimazaki)
Dublada por: Rie Tanaka
No começo se mostra como assistente pessoal de Takai,mas depois mostra ser de Ichinomiya Seki,ela investiga a vida de Kou sob a ponte,a pedido do mesmo.
Ultimo Samurai (ラストサムライ, Rasuto Samurai)
Dublado por: Yūichi Nakamura
Último Samurai é um personagem que usa um corte tipico de samurai. Comanda uma barbearia sob a ponte, capaz de cortar o cabelo de todos em uma questão de segundos, usando sua espada.
Billy (ビリー, Birī)
Dublado por: Fumihiko Tachiki
Um homem com cabeça de papagaio,pouco se sabe sobre ele,mas ele mantem um relacionamento com Jacqueline,na qual ela sempre pede para que ele diga que a ama, ele apresenta ser um homem tipicamente maxista,mas ao mesmo tempo um romântico.
Jacqueline (ジャクリーン, Jakurīn)
Dublada por: Yūko Gotō
Uma mulher em uma roupa de abelha que implica que ela tem milhares de maridos e filhos, mas também mantem um relacionamento 'proibido' com Billy. Tem medo de que a colméia descubra esse relacionamento.

### Lista de Epidódios - 1ª Temporada
| #  | Título               | Título em Japonês             | Data de Exibição (TV Tokyo) |
| -- | -------------------- | ----------------------------- | --------------------------- |
| 01 | 1 Bridge - Ponte 1   | Ichi Burijji (1 ブリッジ)     | 4 de Abril de 2010          |
| 02 | 2 Bridge - Ponte 2   | Ni Burijji (2 ブリッジ)       | 11 de Abril de 2010         |
| 03 | 3 Bridge - Ponte 3   | San Burijji (3 ブリッジ)      | 18 de Abril de 2010         |
| 04 | 4 Bridge - Ponte 4   | Yon Burijji (4 ブリッジ)      | 25 de Abril de 2010         |
| 05 | 5 Bridge - Ponte 5   | Go Burijji" (5 ブリッジ)      | 2 de Maio de 2010           |
| 06 | 6 Bridge - Ponte 6   | Roku Burijji (6 ブリッジ)     | 9 de Maio de 2010           |
| 07 | 7 Bridge - Ponte 7   | Nana Burijji (7 ブリッジ)     | 16 de Maio de 2010          |
| 08 | 8 Bridge - Ponte 8   | Hachi Burijji (8 ブリッジ)    | 23 de Maio de 2010          |
| 09 | 9 Bridge - Ponte 9   | Kyū Burijji" (9 ブリッジ)     | 30 de Maio de 2010          |
| 10 | 10 Bridge - Ponte 10 | Jū Burijji (10 ブリッジ)      | 7 de Junho de 2010          |
| 11 | 11 Bridge - Ponte 11 | Jū Ichi Burijji (11 ブリッジ) | 14 de Junho de 2010         |
| 12 | 12 Bridge - Ponte 12 | Jū Ni Burijji (12 ブリッジ)   | 21 de Junho de 2010         |
| 13 | 13 Bridge - Ponte 13 | Jū San Burijji (13 ブリッジ)  | 28 de Junho de 2010         |

- Read first chapter online